# Lambert Ferčnik
Lambert Ferčnik, slovenski rimskokatoliški duhovnik in pisatelj na Koroškem, * 17. september 1827, Sveče (nem. Suetschach) pri Bistrici v Rožu, † 24. december 1887, Žabnice.

## Življenje in delo
Po končani gimnaziji in bogoslovju v Celovcu je bil 1850 posvečen v duhovnika. Nato je bil kaplan v Rožeku, Žabnicah in Celovcu (1864–1887) ter župnik in dekan v Žabnicah. Pisal in objavljal je članke v raznih slovenskih in nemških konservativnih listih. V Besedniku je opisoval svoja potovanja. Leta 1870 je napisal življenjepis svojega prijatelja A. Janežiča. Sestavil je molitvenik za ženske Glej, tvoja mati (Maribor, 1859). Kot župnik v Žabnicah je Ferčnik vzorno vodil meteorološka opazovanja in o njih poročal deželnemu muzeju v Celovcu, ter je za Kmetijsko družbo sestavljal statistiko o poljskih pridelkih. 